# Dover Publications
Dover Publications é uma editora norteamericana fundada em 1941. Publica principalmente livros que não se publicam mais por seus editores originais; portanto, ainda que nem sempre, livros de domínio público. Muitos destes livros são de particular interesse histórico ou de alta qualidade. A política da Dover do "econômico e durável", significa que seus livros são vendidos a baixo custo.
É muito conhecida por suas reimpressões de clássicos da literatura, música clássica e de imagens de domínio público do século XIX. Também tem publicado uma ampla coleção de textos de matemática, ciências e engenharia assim como numerosos livros de interesse como história da ciência ou história do desenho de móveis e trabalho em madeira.
O'Reilly Media, a editora de livros de computação, usa a linha de arte do catálogo da Dover para as ilustrações de seus livros.